# 女房奉書

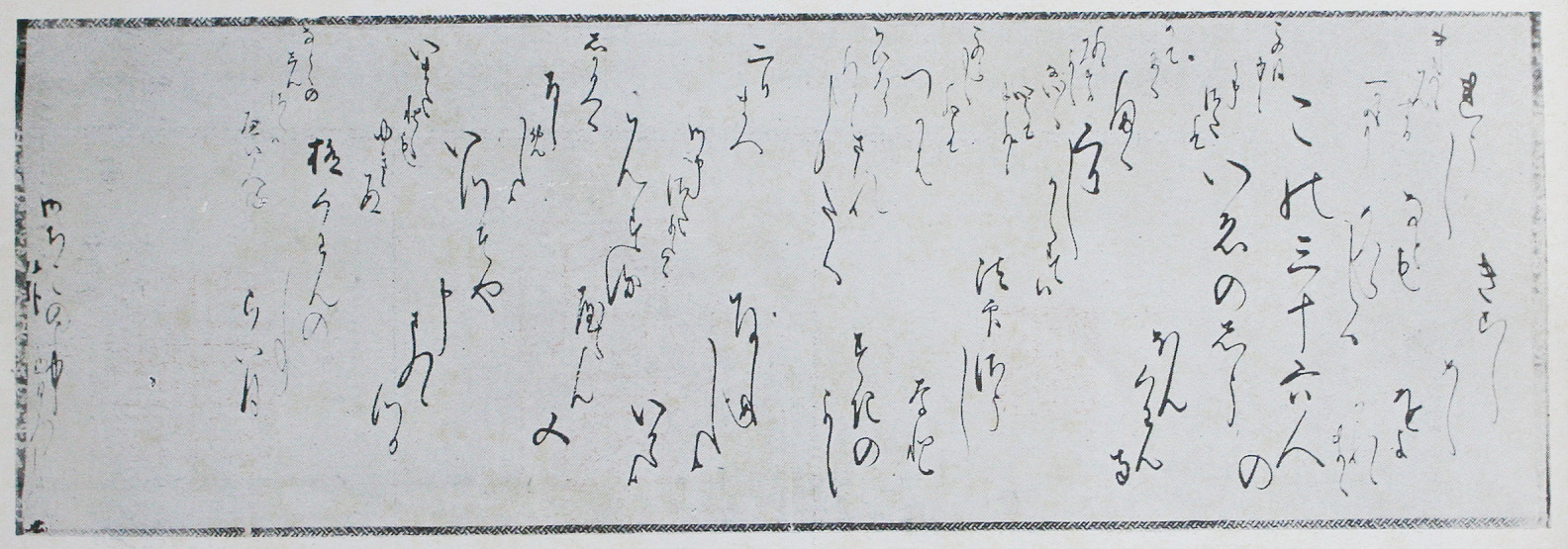
後奈良天皇宸翰女房奉書（国宝・西本願寺本三十六人家集の附指定）

女房奉書（にょうぼう ほうしょ）とは、天皇や院の意向を女房（女官）が仮名書きの書にして当該者に対し発給する奉書。

## 概要
律令制の時代に内侍宣と呼ばれる内侍司の女官を通じた勅旨の伝達方式が存在しており、それが平安時代中期ごろに登場した仮名消息（仮名書きの手紙）の影響を受けて変化したものと考えられている。更に時代が下ると書札様文書の影響も受けて変化するようになる。また、『うつほ物語』に女房が宣旨の発給に関わる場面が登場するなど、平安時代の勅旨伝達に女官（女房）の関与を示唆する文献があり、女房奉書の起源が平安時代にまで遡る可能性があるが、現存最古の女房奉書は鎌倉時代中期の弘長3年（1263年）のもの（『賀茂別雷神社文書』）であり、確実に存在したと言えるのは鎌倉時代以後ということになる。
鎌倉時代の公家政権では天皇や上皇に奏聞し勅旨を伝宣する伝奏制度が確立されていたが、常に伝奏が内裏や仙洞御所にいるとは限らなかった。こうした伝奏不在時に女官（女房）が天皇や上皇の仰せを伝奏に伝えるために作成されたのが女房奉書である。これを受理した伝奏は女房奉書の本紙端裏に「仰」の一文字と受理した年月日を記銘（端裏書）の上、これを元にした伝奏奉書を作成して勅旨の相手方に女房奉書とともに下した。後には女房奉書が伝奏の手を経ずに直接相手方に下される場合もあった（当然、この場合には記銘が付けられることはない）。本来、天皇の意向を非公式に伝える書式としては綸旨などが存在したが、鎌倉時代に入ると次第に公文書としての性格が強くなったため、それに代わるものとして伝奏奉書が作成され女房奉書はその手控の性格を有していたが、後には女房奉書自体がその役目を担うようになったのである。室町時代には室町殿（足利将軍家）が朝廷の実権を握り、本来は天皇あるいは上皇に仕える存在であった伝奏は室町殿に奉仕するようになり、勅旨の伝達のために天皇は度々女房奉書を伝奏やその他奉行に向けて発給して自らの政治的意思を公武に示そうとした。
女房奉書は原則として後宮の事務を取り仕切っていた掌侍の筆頭である「勾当内侍」によって発給されていたが、相手の地位や内容によってはそれよりも格上の典侍が発給する場合もあった。更に戦国時代以後には女房の筆になぞらえた天皇の宸翰（直筆）による女房奉書も作成された。もっとも、女房奉書は非公式な文書であるため、戦国時代の朝廷においても上卿や弁官・史・外記が揃えられる状況にあれば、太政官符や官宣旨などのより公的性格を持つ文書の発給に努めていたことには留意する必要がある。
様式的な特徴としては、典型的なものは本紙と礼紙の二紙構成で草書体の仮名もしくは仮名混じり文（和文体）の散らし書で雁行書の形態を取るものが多い。書止が「と申とて候、かしく（と申し伝えよと言うことです、かしこ）」あるいはこれに準じた形となっている。封式や紙の使い方は書札様文書に近いが、差出書・宛名・日付を加えないのは仮名消息の影響を受けた女房奉書独特の形態である（ただし、室町時代以後に武家伝奏などに直接充てた女房奉書には宛先を記したものもある）。

## 補注
1. ↑  ただし、摂関家や将軍家の女房が奉書を発給している例もあり、これも広義の女房奉書に含まれる（脇田「女房奉書」『日本歴史大事典』）。
2. ↑  井原今朝男『室町期廷臣社会論』（塙書房、2014年）P63-68